# Индийски статистически институт
Индийският статистически институт (на английски: Indian Statistical Institute, ISI) е институт за висше образование и научни изследвания, който е признат за институт с национално значение от акта на индийския парламент от 1969 г. Той израства от статистическата лаборатория, създадена от Прасанта Чандра Махаланобис в президентския колеж на Колката. Създаден е през 1931 г. Институцията е сред най-старите в Индия, фокусирани върху статистиката.